# Sciara cingulata
Sciara cingulata là một ruồi trong họ Sciaridae, thuộc chi Sciara. Loài này được Rubsaamen miêu tả khoa học đầu tiên năm 1894.